# Bifaz del Manzanares
El bifaz del Manzanares o de San Isidro es un bifaz de los expuestos en el Museo Arqueológico Nacional (España). Esta pieza de industria lítica es uno de los ejemplos más característicos del Paleolítico inferior. Fue localizado en el yacimiento de San Isidro en el BIC de la Terraza del Manzanares (Madrid). Para la elaboración de este ejemplar de sílex de gran tamaño, probablemente se alternó el empleo del percutor duro con el blando, proporcionándole una forma ovalar (tipología lanceolada) y aristas muy regulares.
El yacimiento de San Isidro fue localizado por Casiano de Prado en 1862, aunque ya se tenía noticia de este sitio en 1847 por el profesor Graells. El hallazgo de restos de un elefante, Palaeoloxodon antiquus, en esta zona de arenero, y su relación con piezas de industria lítica, hace pensar a los investigadores, que fuese una zona de despiece de esta megafauna. Nunca se pudo realizar una excavación, ni investigación exhaustiva, que permitiese probar estas afirmaciones.
El yacimiento de San Isidro está dentro del BIC de la Terraza del Manzanares, zona tradicional de explotación de áridos para su uso en la construcción, y además, ha sido una zona de afectación de grandes obras públicas como autovías y trazados ferroviarios.
Los bifaces se definen como piezas líticas, en su mayoría. En la zona concreta de Madrid, por la existencia de sílex, esta es la materia prima predominante, aunque en otras zonas se pueden encontrar piezas fabricadas en cuarcita e incluso en hueso. Bifaz, como su propio nombre indica, es el resultado de la talla por percusión directa de sus dos caras con el objetivo de la obtención de un filo cortante en todos sus lados. Funcionalmente, es un útil polivalente, sin un sentido claramente definido.